# Euconchophora spinigera
Euconchophora spinigera är en insektsart som först beskrevs av Ludwig Redtenbacher 1891.  Euconchophora spinigera ingår i släktet Euconchophora och familjen vårtbitare. Inga underarter finns listade i Catalogue of Life.